# De Madrid al cielo
De Madrid al cielo es una comedia musical española estrenada en 1952, dirigida por Rafael Gil y protagonizada en los papeles principales por María de los Ángeles Morales, Gustavo Rojo y Manolo Morán.

## Sinopsis
Desde Cáceres a Madrid llega Elena dispuesta a triunfar como cantante lírica. Pero pronto sus ilusiones de desvanecen y debe conformarse con poder vivir junto a su madre y su hermana en una buhardilla donde tiene como vecino a Pablo, un aspirante a pintor. Ambos traban buena amistad, hasta que Pablo, cansado de no tener oportunidades en España, se marcha a París. Mientras, Elena logra trabajo en un modesto salón. Tiempo después Pablo, que ha triunfado en tierras galas, decide ayudar a Elena para que ella también logre su sueño.

## Reparto
- María de los Ángeles Morales Elena del Río
- Gustavo Rojo como Pablo Iriarte
- Manolo Morán como Cayetano
- Julia Caba Alba como Madre de Elena
- Rosario García Ortega como Lily Costa
- Félix Fernández como Sergio
- Mapy Gómez como Nina
- Carmen Sánchez como Marquesa
- Carlos Díaz de Mendoza como Cliente de Pablo
- Luis Hurtado como Simón
- José Prada como Chris Nathanson
- Manuel Kayser como Don José
- José Luis Ozores como Charlatán
- Fernando Sancho como	Empresario de 'El Paraíso'
- Juan Vázquez como	Conserje hotel
- Casimiro Hurtado como	Conserje teatro
- Enrique Herreros
- Francisco Elías
- Francisco Bernal como	Mozo maletas
- María Larrabeiti
- Cándida Losada como Susana
- Concha López Silva como Dueña del piso
- Ángel Álvarez como Cochero
- Manuel Guitián
- Ellen Eike
- Luisa Sala